# Huit Ponts

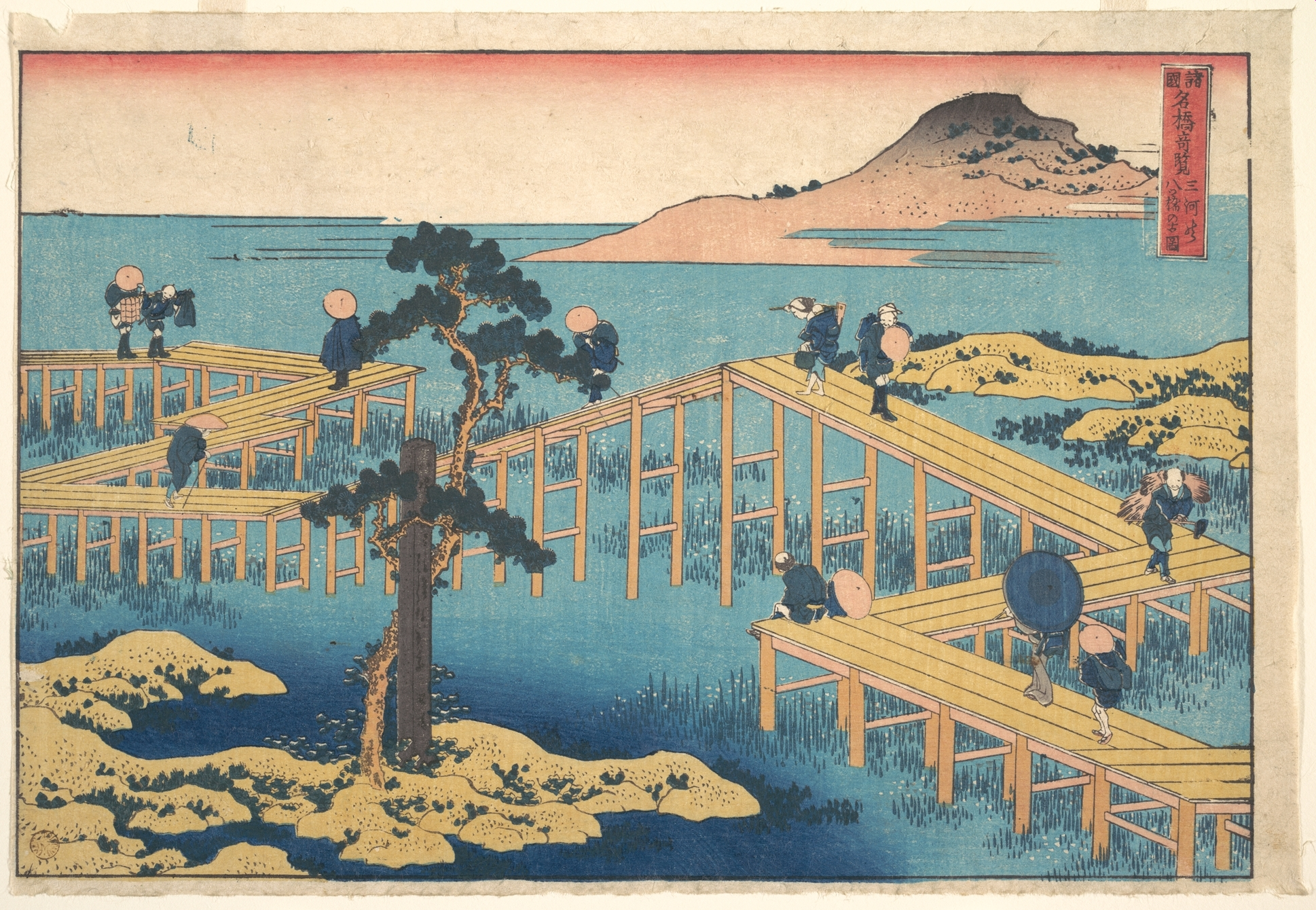
Vue ancienne de Yatsuhashi [les Huit Ponts] dans la province de Mikawa, par Hokusai, série Les Vues des ponts célèbres dans diverses provinces – Metropolitan Museum of Art.

Les Huit Ponts (en japonais 八橋, Hepburn: Yatsuhashi), sont dans la littérature japonaise une construction historique et semi-légendaire de la province de Mikawa (actuellement dans la préfecture d'Aichi), évoquée notamment dans la poésie japonaise.
Ils sont décrits dans Les Contes d'Ise, un recueil de poèmes écrits au IXe siècle pendant la période Heian, et attribué à Ariwara no Narihira. Ils deviennent un thème et une référence littéraire récurrente, bien connus au Japon.
Au fil du temps, le pont prend une forme en zigzag et se trouve largement illustré dans l'art, notamment avec des paravents et des plumiers de l'artiste Ogata Kōrin, des ukiyo-e comme celle de Hokusai dans ses Vues des ponts les plus célèbres, et des porcelaines. Il est aussi reproduit dans des jardins japonais, comme motif architectural, et même popularisé sur des kimonos.

## Origine dans les Contes d'Ise
Les Huit Ponts sont déjà attestés dans le recueil des Contes d'Ise (Ise monogatari), qui est parfois attribué au poète Ariwara no Narihira (825-880), relatant la vie d'un homme non identifié dans la capitale, et son voyage dans l'est du Japon.
Dans la province de Mikawa, le poète s'arrête avec ses compagnons pour se reposer à côté des Huit Ponts qui traversent huit canaux franchissant un marais rempli d'iris : « Ils arrivèrent à un endroit appelé Yatsuhashi, Huit Ponts, au pays de Mikawa, ainsi nommé en raison des huit ponts enjambant les ruisseaux qui coulaient dans toutes les directions comme les pattes d'une araignée.
Ils descendaient de cheval à l'ombre d'un arbre au bord de ce marais pour manger leurs galettes de riz séchées. Les iris fleurissaient magnifiquement dans le marais, et quelqu'un leur a suggéré de composer un poème sur le thème du voyage, avec la première syllabe de chaque vers pour épeler le mot iris, ka.ki.tsu.ba.ta. Il composa alors ce poème »
    karakomono

    kitsutsu narenishi                      

    tsuma shi areba

    harubaru kinuru

    tabi o shi zo omou
    J'ai une femme

    qui m'est très chère

    comme une robe longuement portée

    enveloppant mes pensées d'amour

    au-delà des distances du voyage
Les Huit Ponts dans Les Contes d'Ise ne sont pas vraiment décrits, et on ne sait pas comment ces Huit Ponts sont spécifiquement associés à une forme en zigzag.

## Dans les arts

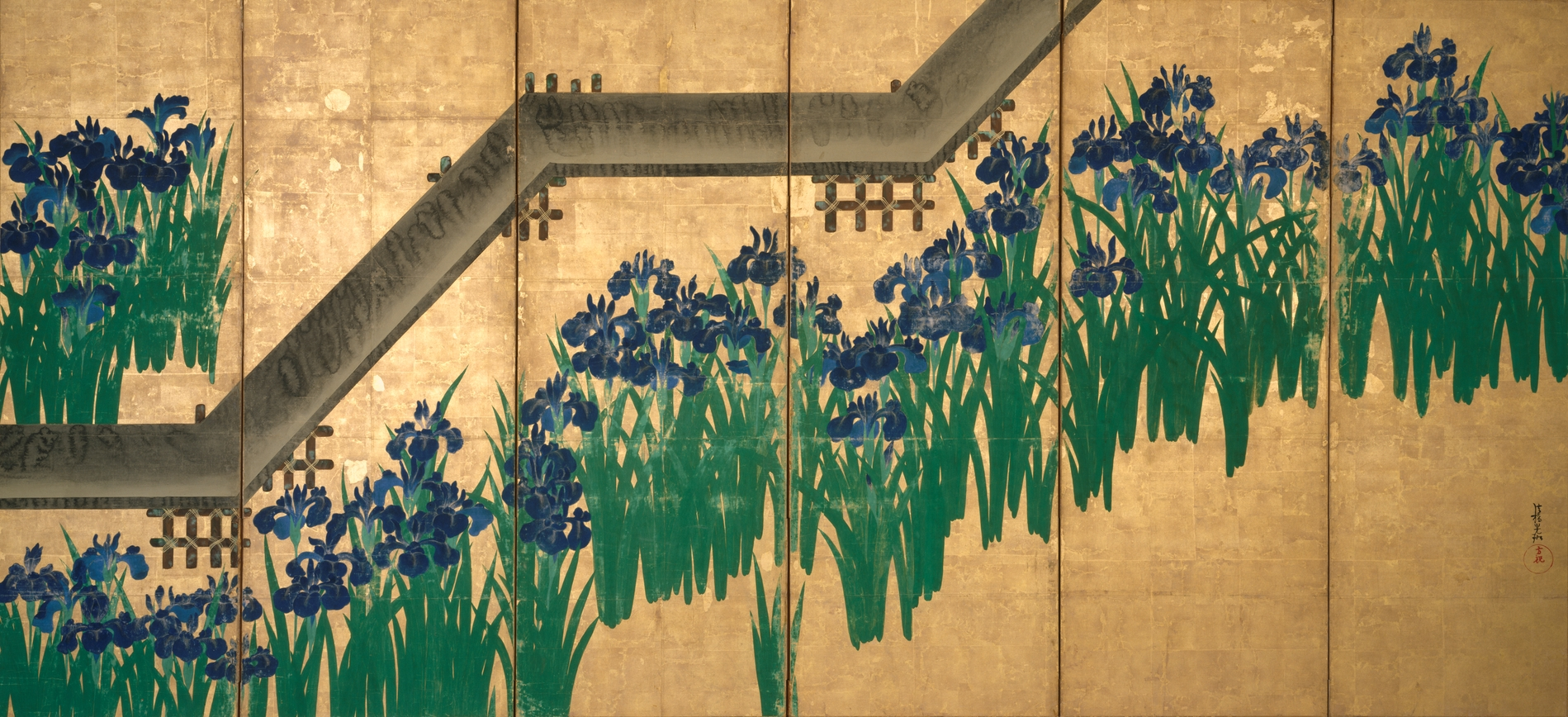
Iris à Yatsuhashi (Huit ponts), Ogata Kōrin, après 1709.